# Witvleugelboseend
De witvleugelboseend (Asarcornis scutulata) is een vrij grote boseend. Het is een eend die leeft in rivieren die door ongestoord, tropisch bos lopen in Zuid- en Zuidoost-Azië. Het is een bedreigde diersoort.

## Taxonomie
Deze eend werd in 1842 door de in Nederlands-Indië werkzame Duitse dierkundige Salomon Müller geldig beschreven en geplaatst in het genus Anas (grondeleenden). Later werd de soort beschouwd als nauw verwant aan de muskuseend en in het geslacht Cairina geplaatst. Volgens in 1999 gepubliceerd DNA-onderzoek naar de taxonomie van de vogels is de soort meer verwant aan de duikeenden dan aan de grondeleenden en daarom in een apart geslacht Asarcornis geplaatst.

## Kenmerken
De witvleugelboseend is een van de grootste soorten eend met een lengte van 66 tot 81 cm en een spanwijdte van 116 tot 153 cm. Mannetjes wegen 3 tot 3,9 kg, vrouwtjes 2 tot 3 kg. De vogel is overwegend zwart gekleurd met een witte kop en nek. Mannetjes hebben een opvallende vuilgele snavel, zwarte streepjes en stippels in het wit van de kop en witte ondervleugeldekveren. Deze witte vleugelpartijen zijn in vlucht goed te zien door het contrast met het zwart. Vrouwtjes en onvolwassen vogels zijn minder contrastrijk gekleurd. Onvolwassen vogels zijn bruin gekleurd.

## Verspreiding en leefgebied
Historisch komt de witvleugelboseend voor van het noordoosten van India en Bangladesh via Zuidoost-Azië tot Sumatra. Sinds 2002 was de populatie echter afgenomen tot slechts 800, met ongeveer 200 in Laos, Thailand, Vietnam en Cambodja, 150 op Sumatra, met name in het Nationaal park Way Kambas en 450 in India, Bangladesh en Birma.

## Status
De grootte van de wereldpopulatie van de witvleugelboseend werd in 2024 geschat op 150-450 volwassen individuen en gaat verder in aantal achteruit. Het leefgebied van deze boseend bestaat uit rivieroevers met bos met oude bomen waarin holen voorkomen. Deze biotoop wordt bedreigd door verstoring, ontbossing en de bouw van infrastructuur zoals menselijke nederzettingen en het reguleren en afdammen van rivieren. Daardoor raakt het verspreidingsgebied versnipperd. Daarnaast is er jacht op deze eenden of worden eieren verzameld. Om deze redenen staat de witvleugelboseend als ernstig bedreigd (kritiek) op de Rode Lijst van de IUCN.